# The Bandit's Child (film 1912)
The Bandit's Child è un cortometraggio muto del 1912 diretto e interpretato da Gilbert M. 'Broncho Billy' Anderson.

## Produzione
Il film fu prodotto dalla Essanay Film Manufacturing Company.
Gilbert M. 'Broncho Billy' Anderson, fondatore della casa di produzione Essanay (che aveva la sua sede a Chicago), cominciò a girare i suoi western in California. The Bandit's Child fu girato a Lakeside.

## Distribuzione
Distribuito dalla General Film Company, il film - un cortometraggio a una bobina - uscì nelle sale cinematografiche statunitensi il 16 marzo 1912.